# Грабув (гмина)
Грабув (пол. Grabów) — сельская гмина (волость) в Польше, административно входящая в состав Ленчицкого повята Лодзинского воеводства. Население гмины на 31 декабря 2024 года составляло 5287 человек.

## Состав гмины
В 1881 году в состав гмины Грабув, помимо одноимённого города, являвшегося её административным центром, также входили такие населённые пункты как: Бесекеры, Брудзень, Бугай, Новы-Беск, Рыбник, Станиславув, Стары-Беск и Янув.
Ныне, после ряда административно-территориальных изменений в Ленчицком повете, в состав гмины входят следующие населённые пункты: Бесекеры, Будки, Борув, Боруцице, Стары-Беск, Бяла-Гура, Новы-Беск, Бовентув, Брудзень, Бышев-Грабовски, Хорки, Гад, Гольбице, Гощендза, Грабув, Ястшембя, Яворув, Коткув, Ксаверув, Кужьяма, Кадзидлова, Лешно, Нагурки, Одехув, Острувек, Пяски, Печев, Пётркувек, Радзынь, Славенцин, Смардзев, Смолице, Нова-Собутка, Собутка-Колёня, Стара-Собутка, Сребрна, Выгожеле, Зьребента и Жачки.

## Население
|        | 1881 | 2004 | 2024 |
| ------ | ---- | ---- | ---- |
| Всего  | 4837 | 6555 | 5287 |
| Женщин |      |      | 2624 |
| Мужчин |      |      | 2663 |

## Соседние гмины
1. Гмина Ходув
2. Гмина Дашина
3. Гмина Домбе
4. Гмина Клодава
5. Гмина Ленчица
6. Гмина Ольшувка
7. Гмина Свинице-Варцке